# RMI–1
Az RMI–1 (RMI – Repülő Műszaki Intézet), más jelzéssel X/H magyar romboló (csatarepülőgép) és felderítő repülőgép. Teljesen fémhéjszerkezetű kialakítása és a légcsavaros gázturbina tervezett alkalmazása miatt a magyar repülőgépgyártás egyik legelőremutatóbb vállalkozása volt. A gázturbinánál jelentkezett műszaki nehézségek miatt csak dugattyús motorral felszerelt prototípusa készült el, mely 1944-ben bombatámadásban megsemmisült.

## Története
A repülőgép a Műegyetem Aerotechnikai Intézetének (később Repülő Műszaki Intézet, RMI) második jelentős fejlesztési programja. Az intézet első gépe a felsőszárnyas Káplár iskola repülőgép volt, melyet azonban sorozatban nem gyártottak.
Az X/H gép tervezése 1940-ben kezdődött el Varga László repülőgép-tervező vezetésével. A géphez a Jendrassik György által tervezett CS–1 jelű légcsavaros gázturbinát választották hajtóműnek, mely kis szerkezeti tömeg mellett nagy teljesítményével jó repülő tulajdonságok elérését vetítette előre. A gép aerodinamikai kialakításához az Aerotechnikai Intézet szélcsatorna-kísérletei szolgáltak alapul. A sárkányszerkezet építése a Repülő Műszaki Intézet Székesfehérvár-Sósótói üzemében folyt. A gép tervezése elméleti oldalról is jelentős fejlődést jelentett. Ki kellett dolgozni a héjszerkezetek szilárdsági számításának módszereit, valamint a repülőgépek szélcsatorna-vizsgálataihoz szükséges aerodinamikai vizsgálati módszereket.
1941-ben a CS–1 gyűrűs égésterénél jelentkező problémák miatt a gázturbina fejlesztését leállították. Emiatt 1942-ben rövid időre a gép fejlesztése is szünetelt. A gázturbina hiánya miatt döntés született arról, hogy helyette a csepeli Weiss Manfréd Műveknél készülő DB 605 dugattyús motorokat építik be. A majdnem kész sárkányszerkezetet Székesfehérvárról átszállították Ferihegyre, a Repülő Kísérleti Műhelybe. 1943 közepére beépítették a motorokat és a hűtőket. Közben felgyorsították az eredetileg is dugattyús motorokkal tervezett, hasonló aerodinamikai kialakítású X/G gyakorló repülőgép építését, hogy az azzal szerzett tapasztalatokat felhasználhassák a nehezebb motorok miatt az X/H-nál várható súlypont problémák megoldásához.
Az X/H építése 1943. augusztus 5-én fejeződött be, ezt követően megkezdték a gép méréseit és a fedélzeti rendszerek tesztelését, miközben a Repülő Kísérleti Intézet meghatározta a szükséges fegyverzetet és egyéb katonai felszerelést, annak érdekében, hogy a tesztek során azokat megfelelő tömegű pótsúlyokkal helyettesíthessék. A mérések során kiderült, hogy a nagyobb tömegű motorok miatt a súlypont kritikus mértékben előre került, ezért a gép farokrészébe 30 kg-os pótsúlyt kellett beépíteni. Ebben az időszakban már elkezdődtek a hasonló X/G repülőgép repülési próbái is. Az X/H-val 1943 őszén kezdték el a földi gurulópróbákat. Egy ilyen kísérlet során a gép rövid elemelkedés után visszaesett a földre és megsérült az egyik főfutója (a rugóstag egyik gyűrűje beszorult). A gépet műhelybe vitték, a kísérleteket szüneteltetni kellett. A ferihegyi hangárban még javítás alatt álló gép 1944 nyarán egy amerikai bombatámadásban megsemmisült.
A magyar légierő igényeinek megfelelő, várhatóan jó repülő tulajdonságokkal rendelkező gépet a magyar katonai vezetés nem támogatta, helyette a Dunai Repülőgépgyárban német licenc alapján épülő Me 210 Ca gépet preferálták.

## Technikai adatok
- Legénység: 3 fő
- Hossz:  m
- Fesztávolság:  m
- Magasság:  m
- Tömeg:  kg (üresen);  kg (maximális felszállótömeg)
- Motor/hajtómű: eredetileg két Cs–1 légcsavaros gázturbina beépítését tervezték, a gép később DB 605-ös motorokat kapott.
- Maximális sebesség:  km/h
- Fegyverzet:
- Csúcsmagasság:  m
- Hatótávolság:  km